# 刘国宾
刘国宾（1965年9月—），男性，山东广饶人，中共党员，中华人民共和国政治人物、軍事人物，拥有中国人民解放军少将军衔。现任中共安徽省委常委、中國人民解放軍安徽省軍區政治委员。